# Judith Roitman
Judith Roitman, detta Judy (New York, 12 novembre 1945), è una matematica, poetessa e insegnante statunitense. È stata una docente presso l'Università del Kansas. È specializzata in teoria degli insiemi, topologia, algebra booleana e didattica della matematica.

## Biografia
Roitman nacque nel 1945 a New York. Ha frequentato l'Oberlin College, seguito dal Sarah Lawrence College, laureandosi nel 1966 in letteratura inglese. Successivamente, si interessò alla linguistica matematica. Poiché aveva poca istruzione matematica formale, Roitman iniziò a prendere lezioni di matematica presso l'Università della California a Berkeley (1969), e la San Francisco State University. La Roitman così conseguì il dottorato di ricerca. Nel 1974 alla UC Berkeley con una tesi in topologia; il suo relatore di tesi era Robert Martin Solovay. Insegnò per tre anni al Wellesley College, poi trascorse un semestre presso l'Institute for Advanced Study. Da allora frequenta l'Università del Kansas.
È stata coinvolta nel campo dell'insegnamento della matematica per gran parte della sua carriera, conducendo laboratori per professori delle scuole elementari e superiori, e osservandoli in classe. Ha incoraggiato i singoli matematici e la comunità matematica in generale a impegnarsi, e a prendere più seriamente l'educazione matematica. Ha fatto parte del gruppo di scrittura del National Council of Teachers of Mathematics ("Consiglio nazionale degli insegnanti di matematica degli Stati Uniti") che ha prodotto principi e regole per la matematica scolastica.
Roitman è stata perte attiva dell'Association for Women in Mathematics sin dai suoi primi anni di fondazione, ed ha servito come presidente per il mandato 1979-1981.
Roitman è anche una poetessa. Le sue liriche sono apparse in svariate pubblicazioni, sette chapbook e due volumi.
La Roitman è sposata con Stanley Lombardo, classicista, e, come lei, professore associato all'Università del Kansas.

## Premi e riconoscimenti
Nel 1996 ha ricevuto il Louise Hay Award come riconoscimento per il suo ruolo d'insegnante di matematica. Nel 2012 è diventata membro dell'American Mathematical Society. Nel 2017 è stata selezionata come membro dell'Association for Women in Mathematics nella classe inaugurale.

## Opere
Pubblicazioni selezionate
- (EN) Introduction to Modern Set Theory, Wiley-Interscience, 1990, ISBN 0-471-63519-7.
- (EN) Judith Roitman, The Uses of Set Theory, in The Mathematical Intelligencer, vol. 14, n. 1, Springer Verlag, inverno 1992,  pp. 63-69, DOI:10.1007/BF03024144.
- (EN) Beyond the Math Wars (PDF), in Contemporary Issues in Mathematics Education, MSRI Publications 36, Cambridge University Press, 1999,  pp. 123-134, ISBN 0-521-65255-3. URL consultato il 18 gennaio 2008.
- (EN) Introduction to Modern Set Theory, Revised Edition, Virginia Commonwealth University, 6 dicembre 2011, ISBN 978-0982406-24-3.

Poesie selezionate
- (EN) Slippage, Potes & Poets Press, 1999, ISBN 0-937013-97-8.
- (EN) No Face, First Intensity Press, 1º giugno 2008, ISBN 978-1-889960-17-3.
- (EN) Slackline, Hank's Original Loose Gravel Press, 2012.
- (EN) Furnace Mountain Poems, Omerta, 2013. URL consultato il 17 gennaio 2019 (archiviato dall'url originale il 19 gennaio 2019).
- (EN) Two: (Ghazals), Horse Less Press, 2014. URL consultato il 17 gennaio 2019.
- (EN) Ku: a thumb book, Airfoil Press, 2015. URL consultato il 17 gennaio 2019.
- (EN) Provisional, Dancing Girl Press, 2018. URL consultato il 17 gennaio 2019.
- (EN) Roswell, Theenk Books, 18 ottobre 2018, ISBN 978-0988389-15-1. URL consultato il 17 gennaio 2019.